# ブータンの国会
国会（こっかい、ゾンカ語: རྒྱལ་ཡོངས་ཚོགས་ཁང་, Druki Gyelyong Tshokhang）は、ブータンの立法府である。

## 概要
憲法に基づき、立法権は国王・国家評議会（上院）・国民議会（下院）により構成される。